# فوکوریو

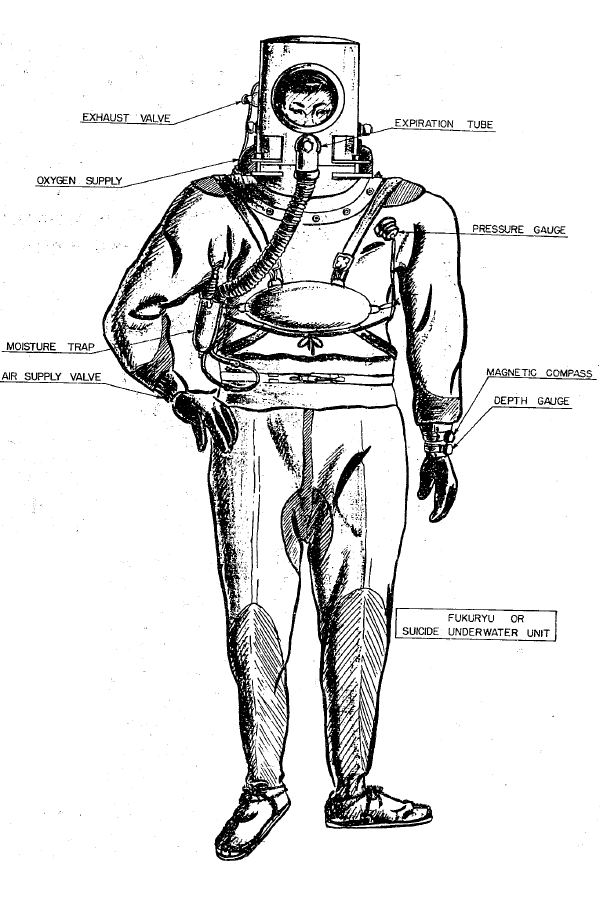
طرحی از لباس فوکوریو کشیده شده توسط پرسنل نیروی دریایی ایالات متحده (۱۹۴۶)

فوکوریو (به ژاپنی: 伏龍 Fukuryu)، بخشی از یگان‌های حمله ویژه ژاپنی بودند که برای مقاومت در برابر حمله متفقین جنگ جهانی دوم به جزایر داخل حریم ژاپن آماده شدند. این نام در لغت به معنای «اژدهای خمیده» است و همچنین در متن انگلیسی غواصی خودکشی یا غواص کامی‌کازه نامیده شده‌است.